# Jessica Houara
Jessica Lucetta Léone Houara-d'Hommeaux (født 29. september 1987) er en fransk fodboldspiller, der spiller for for Division 1 Féminine klubben Olympique Lyon og Frankrigs landshold. Hun spiller midtbane.

## Meritter

### Klubben
Paris Saint-Germain
- Coupe de France Féminine: Vinder 2010

### Landsholdet
- SheBelieves Cup: Vinder 2017